# آدان گودوی
آدان گودوی (انگلیسی: Adán Godoy؛ زادهٔ ۲۶ نوامبر ۱۹۳۶) بازیکن فوتبال اهل شیلی بود.
از باشگاه‌هایی که در آن بازی کرده‌است می‌توان به باشگاه فوتبال یونیورسیداد کاتولیکا اشاره کرد. وی همچنین در تیم ملی فوتبال شیلی بازی کرده‌است.